# طرخشقون تابع الفلقات
طرخشقون تابع الفلقات (باللاتينية: Taraxacum subalternilobum) هو نوع نباتي يتبع جنس الطرخشقون من القبيلة الشيكورية.